# Коул, Маргарет
Маргарет Изабель Коул (девичья фамилия Постгейт;  6 мая 1893, Кембридж — 7 мая 1980, Горинг-он-Темз) — английская политическая деятельница-социалистка, писательница и поэтесса. Она написала свыше 30 детективов совместно со своим мужем. После Второй мировой войны занимала важные посты в лондонской мэрии.

## Биография
Получила образование в Роудинской школе и Гиртон-колледже в Кембридже. Читая Герберта Уэллса, Джорджа Бернарда Шоу и других в Гиртоне, она выбрала учения социализма смыслом жизни после прочтения известных книг на эту тему.
Окончив образовательные курсы (Кембридж официально не разрешал женщинам выпускаться до 1947 года), Маргарет стала преподавателем классической литературы в школе для девочек Святого Павла. Ее стихотворение «Падающие листья», было написано в ответ на Первую мировую войну и в настоящее время входит в школьную программу по английской литературе. Это произведение указывает на влияние латинской поэзии, выражается в использовании длинных и коротких слогов для создания миметических эффектов.

### Военный период
Во время Первой мировой войны, помогая своему брату во очередного призыва на военную службу она встретила Дж. Д. Г. Коула, за которого вышла замуж в августе 1918 года. Пара работала вместе в Фабианском обществе до переезда в Оксфорд в 1924 году, где они оба преподавали и писали сочинения.
В начале 1930-х годов Маргарет отказалась от своего пацифизма в ответ на подавление социалистических движений правительствами Германии и Австрии и на события Гражданской войны в Испании.
В 1931 году ею и ее мужем было основано Общество Socialist Inquiry and Program, которое позже было переименовано в Socialist League. Год спустя она и ее муж также основали Исследовательское бюро Нового Фабиана.

### Учебная работа
В 1941 году Маргарет Коул была избрана в Комитет образования лондонского окружного совета. Она была олдерменом лондонского окружного совета с 1952 года до упразднения Совета в 1965 году. Также была членом лондонского управления внутреннего образования с момента его создания в 1965 году и до своего ухода из общественной жизни в 1967 году.

### Последние годы
В 1965 году Маргарет была удостоена рыцарского чина Британии — Дамой, а в 1970 году за заслуги перед правительством и за вклад в образовательную систему была награждена Орденом Британской империи. Маргарет Коул умерла 7 мая 1980 года, на следующий день после своего 87-летия.

## Произведения
- (1925) Смерть миллионера
  - Г. и М. Коль Смерть миллионера = The Death of a Millionaire. / Пер. с англ. Е. И. Яхниной. Под ред. Д. М. Горфинкеля. — Москва ; Ленинград : Гос. изд-во, 1926. — 238 с.
- (1926) Клубок Блатчингтона
- (1927) Убийство в Кроум-Хаусе
- (1928) Человек с реки
- (1928) Отпуск суперинтенданта Уилсона
- (1929) Яд в садовом пригороде
- (1930) Грабители в баксах или Тайна Беркшира
- (1930) Труп в канонической одежде или Труп в саду констебля
- (1931) Великая Южная тайна или Ходячий труп
- (1931) Часы мертвеца
- (1932) Смерть звезды
- (1933) Урок преступности (рассказы)
- (1933) Дело в Аликиде
- (1933) Конец Древнего моряка
- (1934) Смерть в карьере
- (1935) Убийство В Крупном Бизнесе
- (1935) Доктор Танкред Начинает
- (1935) Скандал в школе или Спящая смерть
- (1936) Последняя воля и завещание
- (1936) Братья Саквиль
- (1937) Позор колледжа
- (1937) Пропавшая Тетя
- (1938) Профессия Миссис Уоррендер
- (1938) Долой ее голову!
- (1939) Двойной Шантаж
- (1939) Греческая Трагедия
- (1940) Уилсон и некоторые другие
- (1940) Убийство на оружейном заводе
- (1940) Контрапунктное Убийство
- (1941) Нож в темноте
- (1942) Конец топера
- (1945) Смерть невесты
- (1946) Подарки На День Рождения
- (1948) Игрушки смерти